# کانتری جو اند د فیش
کانتری جو اند د فیش (انگلیسی: Country Joe and the Fish) گروه موسیقی سایکدلیک راک آمریکایی بود که سال ۱۹۶۵ در برکلی، کالیفرنیا شکل گرفت. این گروه از گروه‌های برجستهٔ حلقهٔ موسیقی موسوم به «صدای سانفرانسیسکو» بود.دومین آلبوم استودیویی این گروه آی-فیل-لایک-آیم-فیکسن-تو-دای نام دارد.